# 许知玑
许知玑，湖南善化（今湖南长沙）人，是一名清朝政治人物。举人出身。
许知玑曾于1803年接替卢焌任嘉定县知县一职，1804年由赵曾接任。